# Aeroporto de Umeå
O Aeroporto de Umeå  (em sueco Umeå flygplats e em inglês Umeå Airport; código IATA: UME, código ICAO: ESNU) é um aeroporto localizado a 4 km do centro da cidade de Umeå, na Suécia.